# Нафанаил (Львов)
Архиепи́скоп Нафана́ил (в миру Васи́лий Влади́мирович Львов; 30 августа 1906, Москва — 8 ноября 1986, Мюнхен) — епископ Русской православной церкви заграницей, архиепископ Венский и Австрийский.
Автор богословских и исторических сочинений, воспоминаний, апологетических заметок, полемических работ, направленных на защиту православия и позиции РПЦЗ, проповедей.

## Биография

### Детство и молодость
Родился 30 августа 1906 года в Москве, на Покровке в дворянской семье
Учился в гимназии в Санкт-Петербурге, продолжил обучение в реальных училищах в Бугуруслане и Томске, где оказался в связи с отступлением Белой армии на Восток. В дальнейшем он бежал вместе с матерью и младшими братьями от наступавших контингентов Красной Армии в Маньчжурию.
Оказавшись в Харбине, Львов окончил в 1922 году Харбинское реальное училище. В 1922—1929 годы работал рабочим на Китайско-Восточной железной дороге.

### Служение в Китае и Индии
В 1924—1938 года Львов был личным секретарём епископа Камчатского Нестора (Анисимова).
30 апреля 1929 года был пострижен в малую схиму с именем Нафанаил. 2 мая того же года был рукоположён в сан иеродиакона. 28 августа того же года рукоположён в сан иеромонаха.
В 1929—1933 годы служил помощником настоятеля подворья Камчатской епархии в Харбине; настоятелем был епископ Нестор. 1 мая 1930 года награждён набедренником. 29 июня 1932 года награждён наперсным крестом. 1 октября 1933 года возведён в сан игумена. В 1933—1939 годы служил настоятелем церкви и законоучителем при детском приюте в Харбине.
В 1934 году окончил Высшие богословские курсы в Харбине.
В 1934—1937 годы — редактор издания «Православный голос».
Сотрудничал со Всероссийской Фашистской партией К. В. Родзаевского, «ибо фашизм ставит борьбу с тёмными силами зла своей первой задачей». Был членом созданной по инициативе ВФП Православной Комиссии по международной борьбе с безбожием, выступал с лекциями и беседами на собраниях партийного актива. В 1934 году подготовил специальное исследование об эмблеме ВФП — свастике, назвав ее «крестом, проникнутым знаком силы и духовной борьбы».
Вместе с архиепископом Нестором в качестве его секретаря и келейника принимал участие в ряде миссионерских путешествий в Британскую Индию и на Цейлон. В 1935—1936 годы находился в Керале в Южной Индии. В 1935—1939 годы был начальником православной миссии в городе Коломбо на острове Цейлон. В 1936 году возведён в сан архимандрита. В основном он занимался не миссионерской работой, а русскими и греческими общинами в Коломбо. Обещанная финансовая поддержка Миссии никогда не поступила.
Нафанаил участвовал в нескольких археологических экспедициях, в том числе во главе с известным французским философом и католическим монахом Пьером Тейяром де Шарденом. В 1935 году собрал коллекцию каменных орудий палеонтологического человека и костей плейстоценовых животных, получившую высокую оценку Тейяра де Шардена.

### Деятельность в Европе в 1938—1945 годы
С 14 по 24 августа 1938 года принимал участие во Втором Всезарубежном соборе в Сремских Карловцах (Югославия).
После собора задержался в Сербии. Жил некоторое время в Монастыре Туман. В Сербии его застало начало Второй мировой войны.
В ноябре 1939 года «после долго-временного блуждания по свету» поступил в братию монастыря преподобного Иова Почаевского в Ладомировой (на русский манер также именовалось Владимирово). Трудился в издательстве и Типографском братстве. Осенью 1940 года была предпринята попытка открыть двухгодичные Пастырско-богословские курсы с целью подготовки священников и иноков-миссионеров для Русского Зарубежья и освобожденной в будущем от советской власти родины, в качестве одного из преподавателей которых рассматривался архимандрит Нафанаил. Редактировал издание «Православная Русь» (1941—1945), участвовал в издании богослужебной и просветительской литературы для оккупированных немецкими войсками областей СССР. В 1941 — начале 1942 годы были выпущены написанные архимандритом Нафанаилом учебники для начальных школ по Ветхому и Новому Завету, апологетическая брошюра «Беседы о Боге и духовном мире».
Еще в сентябре 1941 году правительство Словакии выразило пожелание, чтобы Православная Церковь в этой стране была некоей автономной единицей, более опосредованно входящей в РПЦЗ, по возможности с собственным епископом, имеющим подданство Словакии. 8 сентября 1942 года германское посольство сообщало в Берлин: «Архимандрит Нафанаил Ладомировский несмотря на неблагосклонную позицию правительства пытается основать епископскую кафедру в Прессбурге [Братиславе], чтобы таким образом содействовать распространению Русской Церкви. В качестве епископа он рассматривает себя самого. Если же этому плану не суждено осуществиться, то он собирается основать епископскую кафедру в Вене и оттуда окормлять Словакию». Осуществить этот план не удалось.
В 1943 году по требованию германских властей в Словакии был создан лагерь для пойманных беглецов из лагерей военнопленных или с принудительных работ, не сумевших достать необходимых документов, на 105 человек. Архимандриту Нафанаилу (Львову) удалось устроить там временную церковь и трижды провести в ней богослужение, но затем словаки выдали всех заключённых Германии. По воспоминаниям митрополита Виталия (Устинова): «Я тогда бесконечно спорил с Вл. Нафанаилом, тогда еще Архимандритом. Мы спорили невероятно, так как он был исполнен какой-то патологической неприязнью ко всему Германскому народу и конечно Гитлеру».
Ввиду приближения советских войск, в соответствие с указанием Первоиерерха РПЦЗ митрополита Анастасия (Грибановского), братия монастыря в Ладомировой приняла решение бежать на Запад. В день памяти преподобного Серафима Саровского (1 августа по новому стилю) были отслужены божественная литургия и напутственный молебен, после чего монахи уехали в Братиславу. 4 января 1945 года братство вместе с сопровождавшими лицами в количестве 49 человек выехало из Братиславы в Берлин, куда прибыло на следующий день. Нафанаил вёл пастырскую работу среди русских беженцев и военнопленных в Германии.
В начале февраля основная часть братии уехала в Баварию, но архимандрит Нафанаил и иеромонах Виталий (Устинов) остались в Берлине. Нафанаил исполнял обязанности настоятеля Воскресенского собора в Берлине.
30 апреля они покинули Берлин: «Когда мы уходили пешком из Берлина, в то время, как весь почти город был уже в советских руках, мы зашли по дороге в лагерь, расположенный на северо-запад от города. Под трескотню пулеметов, под перестрелку немецких засад и советских танков, бывших уже в полукилометре от этого лагеря, мы с 12 ч. дня до 5 ч. вечера совершали там вечерню, крестины, панихиды и молебны. Несколько человек остов пошло с нами в наш пешеходный путь из Берлина. Мы же унесли оттуда навсегда, сияющую, несмотря на весь ужас пережитого, яркую память о наибольшей духовной близости с нашим народом, о его ярком духовном горении». Через несколько дней они добрались до Гамбурга, где стали служить в местной русской церкви. Вскоре архимандрит Нафанаил был назначен настоятелем православного прихода в Гамбурге и благочинным приходов в Британской зоне оккупации Германии.
Вместе с иеромонахом Виталием (Устиновым) активно содействовал спасению от насильственной репатриации «перемещённых лиц» из числа советских граждан в Британской оккупационной зоне. Некоторые из перемещённых лиц ранее сотрудничали с немцами, другие были угнаны силой, однако всем им в случае возвращения в СССР угрожали репрессии. Советские власти требовали выдачи всех «перемещённых лиц», однако архимандрит Нафанаил предотвратил передачу СССР из английской оккупационной зоны около 600 человек, находившихся в лагере под Гамбургом. Он подтвердил, что все они являются польскими гражданами и поэтому не подлежат выдаче. Таким образом он добился вывоза невозвращенцев в польский лагерь.

### Архиерей
10 марта 1946 года в Женевском Крестовоздвиженском храме хиротонисан во епископа Брюссельского и Западно-Европейского. Хиротонию совершили митрополит Анастасий (Грибановский) и епископ Иероним (Чернов). 27 марта того же года П. Е. Ковалевский написал в дневнике: «Епископ Нафанаил будет жить в Гамбурге и Брюсселе и примет в своё заведование приходы, отошедшие от митрополита Серафима». 20 марта епископ Нафанаил был включён в состав Архиерейского Синода. С 7 по 10 мая 1946 года участвовал в Архиерейском соборе РПЦЗ в Мюнхене.
По словам архиепископа Иоанна (Максимовича), Западноевропейская епархия «была сохранена и восстановлена благодаря неутомимой энергии Епископа Нафанаила, который всюду разъезжал, имея помощником лишь одного Александра Трубникова». В течение 1946—1947 годы в Русскую Зарубежную Церковь вернулась значительная часть западноевропейских приходов, уходивших в Московский Патриархат. Некоторые приходы возвращались единогласным решением настоятеля и прихода, как приход в Каннах, некоторые после долгих споров и конфликтов, как приход в Лионе, некоторые — простым решением настоятеля. Возвращавшиеся принимались по особому краткому чину, восходившему к практике Русской Церкви времен Патриарха Тихона. После исповеди настоятель совершал три земных поклона перед Царскими вратами, затем еще один поклон народу. Епископ Нафанаил считал, что внешняя сторона этого чина была важна для того, чтобы подчеркнуть значение этого акта и духовную зрелость возвращающихся.
В 1946—1950 годы был председателем попечительского совета кадетского корпуса в Версале. В 1947—1950 годы был духовным руководителем молодёжной организации «Витязи». В 1947—1949 годы также редактировал «Православные сборники» в Париже.
В 1948 году служил панихиду во время Франко-славянской манифестации в Париже.
В 1949 году предпринял попытку основать во Франции две монашеские обители: одну — в городе По в Южной Франции, создание которой было поручено иеромонаху Пантелеймону (Рогову); другую — недалеко от Парижа, в Озуар-ля-Феррьер под началом игумена Никодима (Нагаева). Однако оба этих начинания успеха не имели.
15 декабря 1950 года территория Нидерландов и Великобритании была выделена из Западноевропейской в отдельную епархию, которую и возглавил епископ Нафанаил с титулом «Гаагский и Престонский». При этом он был увольнен от должности постоянного члена Архиерейского Синода РПЦЗ. Приходы во Франции, Бельгии, Швейцарии и Люксембурге возглавил архиепископ Иоанн (Максимович).
В 1951 году был редактором журнала «Голос Церкви». Вместе с архиепископом Иоанном (Максимовичем) был одним из инициаторов включения в святцы Русской Церкви имен ряда святых, прославленных на Западе до 1054 года — даты разделения Восточной и Западной церквей.
24 ноября 1952 года назначен настоятелем Воскресенской церкви в Тунисе и администратором приходов РПЦЗ в Северной Африке. Провёл исследование о первохристианской церковной истории Северной Африки. Епископ Нафанаил видел необходимость более интенсивной работы с целью расширения церковной жизни в русской среде.
В 1953 году одним из его клириков обвинён в том, что имел любовницу, которая родила ему двоих детей. Синод лишил епископа Нафанаила занимаемой им кафедры и отправил его на покой, и как писал Глеб Рар «Епископ Нафанаил вплоть до 1971 г. <…> не имел права быть настоятелем в каком-либо приходе, не говоря уже о том, чтобы возглавлять епархию». При этом Глеб Рар характеризовал епископа Нафанаила как: «редкостного проповедника, молодого ещё, образованного и энергичного человека».
В том же году поселился в монастыре преподобного Иова Почаевского в Мюнхене. В 1953—1956 годы преподавал Ветхий и Новый Завет в монастыре преподобного Иова Почаевского в Мюнхене. Был редактором «Церковного голоса» (1955—1964) и «Вестника православного дела» (1959—1963).
В 1958 году назначен исполняющим обязанности настоятеля Покровского прихода в Берлине, который с 1953 года не имел настоятеля и причта. За недолгое время своего настоятельства епископ Нафанаил успел наладить богослужебную жизнь общины, снабдить храм всем необходимым для богослужения, обустроить церковный хор и библиотеку, создать небольшую воскресную школу с преподаванием Закона Божия, русского языка и пения. Несмотря на такие успехи, вскоре он был снят с должности исполняющего обязанности настоятеля. Также окормлял приход в Мангейме.
С 1961 года до смерти состоял членом Свято-Князь-Владимирского братства, неоднократно председательствовал на его Общих собраниях, с 1964 по 1978 состоял в правлении Братства.
В 1966 году скончался настоятель монастыря преподобного Иова Почаевского в Мюнхене архимандрит Корнилий (Малюшицкий). 24 августа того же года епископ Нафанаил становится настоятелем монастыря, который за годы его управления пришёл в полный упадок. По воспоминанию митрополита Илариона (Капрала), посетившего этот монастырь в 1971 году: «положение этой обители производило на нас, семинаристов, убогое впечатление». К 1980 году, когда настоятелем монастыря был назначен архимандрит Марк (Арндт), из насельников монастыря там остался только сам архиепископ Нафанаил и чтец.
24 сентября 1974 года назначен епископом Венским, управляющим епархией РПЦЗ в Австрии на правах викарного епископа. Продолжал жить в Мюнхене.
В 1975 года получил в распоряжение своей епархии бывший католический храм святой Бригитты в Вене. Он попросил у Архиерейского Синода РПЦЗ разрешения вновь освятить храм в честь этой святой — ирландской подвижницы V века, имени которой не было в «зарубежных» святцах. Однако ответ из Синода долго не поступал, австрийские власти настаивали на скорейшем решении вопроса, и владыка Нафанаил по своей инициативе освятил храм в честь почитаемой им ирландской святой.
30 октября 1981 году возведён в сан архиепископа.
По воспоминаниям епископа Лукиана (Пантелича), посетившего монастырь в 1981 году, «Он не мог стоять, но каждый раз сидел на службах, и возле него с одной стороны были кадильница и камин, а с другой стороны — маленькие тетрадки с именами усопших. И вот он их читает, поминает усопших и накладывает тимьян в кадильницу». Полуслепой и практически лишённый возможности передвигаться, архиепископ Нафанаил наладил в монастыре преподобного Иова в Мюнхене значительную по масштабам издательскую деятельность, направленную на выпуск духовных книг и брошюр, тайно переправлявшихся в СССР.
В день святого великомученика Димитрия Солунского, в субботу 8 ноября 1986 года, после длительной болезни мирно почил в обители преподобного Иова. 11 ноября в обители отпевание владыки Нафанаила совершили преосвященные Антоний (Бартошевич), архиепископ Женевский и Западно-Европейский, и Марк (Арндт), епископ Берлинский и Германский, с сонмом священнослужителей и при большом стечении верующих из Германии, Австрии и Франции. Тело покойного было перевезено в Висбаден, где на следующий день была совершена панихида и погребение на русском кладбище у церкви Святой Елизаветы.

## Семья
Принадлежал к дворянскому роду Львовых, на протяжении столетий владевшему поместьями вокруг Торжка.
- Отец — Владимир Николаевич Львов (1872—1930) — член Государственной думы III и IV созывов, обер-прокурор Святейшего Синода во Временном правительстве (1917), активный деятель «сменовеховского» и «обновленческого» движений в 1920-е годы. В 1927 был выслан в Томск, где скончался в тюремной больнице.
- Мать — Мария Алексеевна, урождённая Толстая (1873—1941 или 1942, Харбин).

Братья:
- Николай Владимирович (1901—1942) — участник Гражданской войны на стороне белых. Позднее неоднократно арестовывался, желая скрыть прошлое, сменил фамилию на Корзухина, жил в городе Торжке. В 1941 был мобилизован в Красную армию, попал в плен. По данным НКВД, сотрудничал с немцами, был захвачен партизанами и переправлен в Москву, где расстрелян по обвинению в измене Родине. Посмертно реабилитирован.
- Григорий Владимирович (1907—1941, Гонконг).
- Иван Владимирович (1909—1938) — вместе с семьёй с 1920 жил в Харбине. Работал стенографом, в 1930 открыл школу, в которой преподавались английский язык, стенография, машинопись, бухгалтерский учёт. В 1935 его жена с годовалым сыном вернулись в СССР. И. В. Львов также приехал в СССР (но под фамилией Осипов), преподавал английский язык во Владивостоке. В 1937 был арестован по обвинению в шпионской деятельности и расстрелян в следующем году. Посмертно реабилитирован.

Сестра — Мария Владимировна (1903—1986, Сан-Франциско). Жила в эмиграции в Харбине, после смерти матери переехала в США.

## Публикации
статьи
- Братство святой Руси. // «Святая Русь». Харбин, б. г. [1934]. — С. 13-16.
- Записки цейлонского миссионера // Православная Русь. Ладомирова. 1939. № 3. — С. 2-3; № 4. — С. 2-5; № 5. — С. 3-5; № 7. — С. 4-5;
- Индийские стихотворения // Православная Русь. 1939. — № 5. — С. 1;
- Гремит гром над миром // Православная Русь. Владимирова. 1939. — № 22. — С. 1;
- Сокровище благодати // Православная Русь. 1939. — № 23. — С. 1;
- Слава в вышних Богу, и на земле мир // Православная Русь. 1939. — № 24. — С. 1-2;
- Отец Михей // Православная Русь. 1939. — № 24. — С. 5-6;
- С новым годом, с новым счастьем // Православная Русь. 1940. — № 1. — С. 1-2;
- Судьбы православия в России // Православная Русь. 1940. — № 2. — С. 1-2;
- В феврале // Православная Русь. 1940. — № 4. — С. 2-3;
- Великий пост наших страшных дней // Православная Русь. 1940. — № 5. — С. 1;
- На Яблоновой сопке // Православная Русь. 1940. — № 8. — С. 2-4;
- Источник христианскаго мужества // Православная Русь. 1940. — № 10. — С. 1;
- Заметки о путешествии по Словакии // Православная Русь. 1940. — № 10. — С. 4-5;
- Перед лицом смерти // Православная Русь. 1940. — № 11. — С. 5-6;
- В час бури // Православная Русь. 1940. — № 11. — С. 11;
- Через горнило испытаний // Православная Русь. 1940. — № 13. — С. 1;
- Благость Божия // Православная Русь. 1940. — № 13. — С. 2-3;
- Об Израиле // Православная Русь. 1940. — № 17. — С. 1;
- Очерки истории Русской Церкви // Православная Русь. 1940. — № 3. — C. 3-4; № 5. — С. 3-4; № 6 — C. 3-4; № 9. — C. 4; № 10. — C. 3-4; № 13. — С. 4-5; № 15-16. — С. 8-10; № 21. — C. 3-4; № 22. — C. 4-5; 1941: № 5. — C. 2-5; № 6. — C. 4-5;
- Страх // Православная Русь. — 1940. — № 23. — С. 1;
- Ночь не светла // Православная Русь. 1940. — № 24. — С. 4-5;
- Страничка из жизни обители преп. Иова // Хлеб небесный. 1940, июль. Харбин.
  - Страничка из жизни обители преподобного Иова // Православная жизнь. 1996. — № 7. — С. 21—27.
- Служение родине // Православная Русь. 1941. — № 1. — С. 1;
- Научныя познания св. Василия Великаго // Православная Русь. 1941. — № 2. — С. 1-2;
- О Ветхом Завете // Православная Русь. 1941. — № 3. — С. 1-2;
- В лесах порабощенной Родины // Православная Русь. 1941. — № 7. — С. 2-3;
- Религиозное понимание национализма // Православная Русь. 1941. — № 11. С.1-2;
- Православное учение о Церкви // Православная Русь. 1941. — № 11. — С. 4-6;
- Трофим Топчугов // Православная Русь. — № 11. — С. 4-7;
- Божий Промысл в судьбах России в наши дни // Православная Русь. 1941. — № 13-14. — С. 2;
- О душе современнаго русскаго человека // Православная Русь. 1941. — № 15-16. — С. 4-6;
- Из записок советскаго лагерника // Православная Русь. 1941. — № 15-16. — С. 6;
- Молебен в антирелигиозном музее // Православная Русь. 1941. — № 17-18. — С. 2-5;
- Сила слова // Православная Русь. — № 19-20. С.1;
- Духовные вожди // Православная Русь. 1941. — № 21-22. С.1;
- Селям Алейкум // Православная Русь. 1941. — № 23-24. — С. 2-3;
- Как Глеб Радченко стал верующим // Православная Русь. 1942. — № 2. С.4-6;
- Песнь о Святом Егории Храбром // Православная Русь. 1942. — № 8. — С. 2-3;
- Церковное единство // Православная Русь. 1942. — № 12. — С. 3-4;
- Сила в правде // Православная Русь. 1942. — № 13-14. — С. 1-8;
- Поэзия мучеников // Православная Русь. 1942. — № 17-18. — С. 1-2;
- К проблеме единения // Православная Русь. 1942. — № 17-18. — С. 1-8;
- Где тот народ? // Православная Русь. 1942 № 23-24. — С. 2-4;
- Фрейзингенския записки // Православная Русь. 1943. — № 3-4. — С. 13-15; № 5-6. — С. 2-5;
- Патриаршество в России? // Православная Русь. 1943. — № 10. — С. 1-3;
- Страшное время // Православная Русь. 1944. — № 10. — С. 1-2;
- По страницам Журнала Московской Патриархии // Православная Русь. Джорданвилль. 1947. — № 3. — С. 4-8; № 8. — С. 9-12; № 9. — С. 2-6; 1949. — № 4. — С. 12-13;
- Ночь [Стихотворение] // Православная Русь. Джорданвилль. 1947. — № 19. — С. 11;
- Очерки жизни русских в Германии (1942—1947 гг.) // Православная Русь. 1947. — № 2. — С. 9-11; № 3. — С. 9-13; № 5. — С. 6-8; № 6. — С. 10-3; № 7. — С. 9-12; № 8. — С. 4-6; № 17. — С. 4-8; № 20. — С. 9-12; 1948 № 2. — С. 6-11;
- Современное положение Американской митрополии // Православная Русь. 1948. — № 16. — C. 4-5;
- Еще о сатире с христианской точки зрения // Православная Русь. 1949. — № 15-16. — С. 17;
- Неудачная попытка возстановления церковнаго единства в Западной Европе // Православная Русь. 1949. — № 20. — С. 14;
- «Христианство и иудейство» // Православный путь. Джорданвиль. 1950. — С. 92-113.
- К 10-летию со дня кончины зарубежн. писателя Андрея Задонскаго // Православная Русь. 1951. — № 21. — С. 12;
- Памяти архиепископа Рожера Боссара // Православная Русь. 1952. — № 5. — С. 4;
- Россия и восток с исторических позиций // Свобода. Мюнхен. Сен 1958. б. ук. с.
- Удерживающий // Православное обозрение. Монреаль. Май 1959. — С. 52-57;
- Орудия древнекаменного века // Православное обозрение. Монреаль. Апр. 1969. — С. 38, 57;
- Примечания епископа Нафанаила к труду о. Сергия Желудкова «Почему я христианин» // Сергий Желудков «Почему и я — христианин». Франкфурт-на-Майне: Посев, 1973. — С. 289—324
- На зимних олимпиадах в Инсбруке // Православная Русь. Джорданвлль. 1976. — № 19. — С. 14-16;
- Очерк акции по распространению духовной литературы в Вене в 1977 г. на международных состязаниях по хоккею // Православная Русь. 1977. — № 12. — С. 14-15;
- Примечания епископа Нафанаила к труду о. Сергия Желудкова Почему я христианин // Сергий Желудков «Почему и я — христианин». Франкфурт-на-Майне: Посев, 1973. — С. 289—324;
- О православном журнале на английском языке The Orthodox Word // Православная Русь. 1975. — № 17. — C. 13-14;
- Воспоминания о борьбе с насильственной репатриацией в Гамбурге в 1945 // «Православная Русь», Джорджанвилль, 1975. — № 18. — С. 12-15
- Краткий очерк истории и этнографии Вьетнама // Голос Зарубежья. Мюнхен. — 1977. — № 4 Март — С. 31-34;
- Если бы не было революции // Русское возрождение. Париж — Москва — Нью-Йорк. 1978. — № 4.
- К прославлению новых святых — Новомучеников Русских // Православная Русь. 1981. — № 20. — С. 3;
- Воспоминания о борьбе: Краткая биография новоизбранного первоиерарха // «Православная Русь». — 1986. — № 2. — С. 3
- Вавилонская башня // Православная Русь. 1989. — № 6. — С. 1-3;
- Скаутское знамя. // Православная Русь. 1989. — № 17. — С.12;
- Послепасхальные дни // Православная Русь. 1992. — № 8. — С. 6;
- Из истории Карфагенской Церкви. Тертуллиан // Альфа и Омега. — 1997. — № 12. — С. 76-89.
  - Патристика: Новые переводы, статьи / авт. предисл. А. Сидоров; общ. ред. М. Журинская. — Нижний Новгород : Изд. Братства св. кн. Александра Невского, 2001. — 360 с. — ISBN 5-88213-043-3. — С. 188—203.

книги
- Беседы о Боге и духовном мире. Владимирова: Типографское Братство преп. Iова Почаевскаго. 1940;
- Краткая священная история. Руководство для учащихся. Владимірова: [Типографское Братство преп. Iова Почаевскаго], 1941.
- Летопись церкви. Церковно-литературный сборник. Вып. 1. Сост. архимандриты Серафим и Натанаиль. Владимирова/Словакия: Типографское Братство преп. Иова Почаевскаго, 1943. 64 с.
- Семь святых таинств (Апологетическая повесть) // За веру. Вып. 7. — Владимирово, 1944. — 66 стр. (под псевдонимом А. Нельской)
- О судьбах Русской Церкви заграницей: (ответ священнику о. Александру Шмеману) — Jordanville, N. Y. : Holy Trinity monastery, 1949
- О путешествиях в космосе. — Мюнхен: Обитель преп. Иова Почаевского, 1972. — 12 стр.
- Жития святых. Мюнхен, 1969—1972;
- Семь святых Таинств. Апологетическая повесть. Монреаль: Изд-во Братства преп. Иова Почаевского в Канаде, 1972. — 109 стр. (под псевдонимом А. Нельской; серия «Библиотека православного читателя»)
- Отец Архимандрит Корнилий. К пятилетию со дня кончины. Краткое жизнеописание. Мюнхен-Оберменцинг, 1971.
- Беседы о Священном Писании и о вере и Церкви: В 5 т. Нью-Йорк, Изд. Комитета русской православной молодежи за границей, 1991—1995.
- Ключ к сокровищнице / Сост. иеродиак. Никон (Париманчук). — М.: Изд-во Сретенского монастыря, 2006. — 240 стр. — (Духовное наследие Русского зарубежья)
- Жития святых. Проблемы веры. Воспоминания. СПб.: Издательство Олега Абышко, 2007. — 318 стр.
- О Святой Библии. Священное Писание и богослужение. Апологетические беседы. СПб.: Издательство Олега Абышко, 2007. — 382 стр.
- Семь Святых Таинств. Церковь как восстановление подлинного человека. СПб.: Издательство Олега Абышко, 2007. — 384 стр.